# Birdantis delibuta
Birdantis delibuta är en insektsart som beskrevs av Stsl 1863. Birdantis delibuta ingår i släktet Birdantis och familjen lyktstritar. Inga underarter finns listade i Catalogue of Life.